# Karang Gede
Karang Gede is een bestuurslaag in het regentschap Empat Lawang van de provincie Zuid-Sumatra, Indonesië. Karang Gede telt 1694 inwoners (volkstelling 2010).